# Sterechinus
Sterechinus is een geslacht van zee-egels uit de familie Echinidae.

## Soorten
- Sterechinus agassizii Mortensen, 1910
- Sterechinus antarcticus Koehler, 1901
- Sterechinus bernasconiae Larrain, 1975
- Sterechinus dentifer Koehler, 1926
- Sterechinus diadema (Studer, 1876)
- Sterechinus neumayeri (Meissner, 1900)